# Joel L. Schiff
Joel L. Schiff (...) è un astronomo amatoriale neozelandese.
Il Minor Planet Center gli accredita la scoperta dell'asteroide 12926 Brianmason effettuata il 27 settembre 1999 in collaborazione con la moglie Christine J. Schiff.

Nel 2010 gli è stato assegnato il Meteoritical Society's Service Award .